# Mai 68 à Lyon

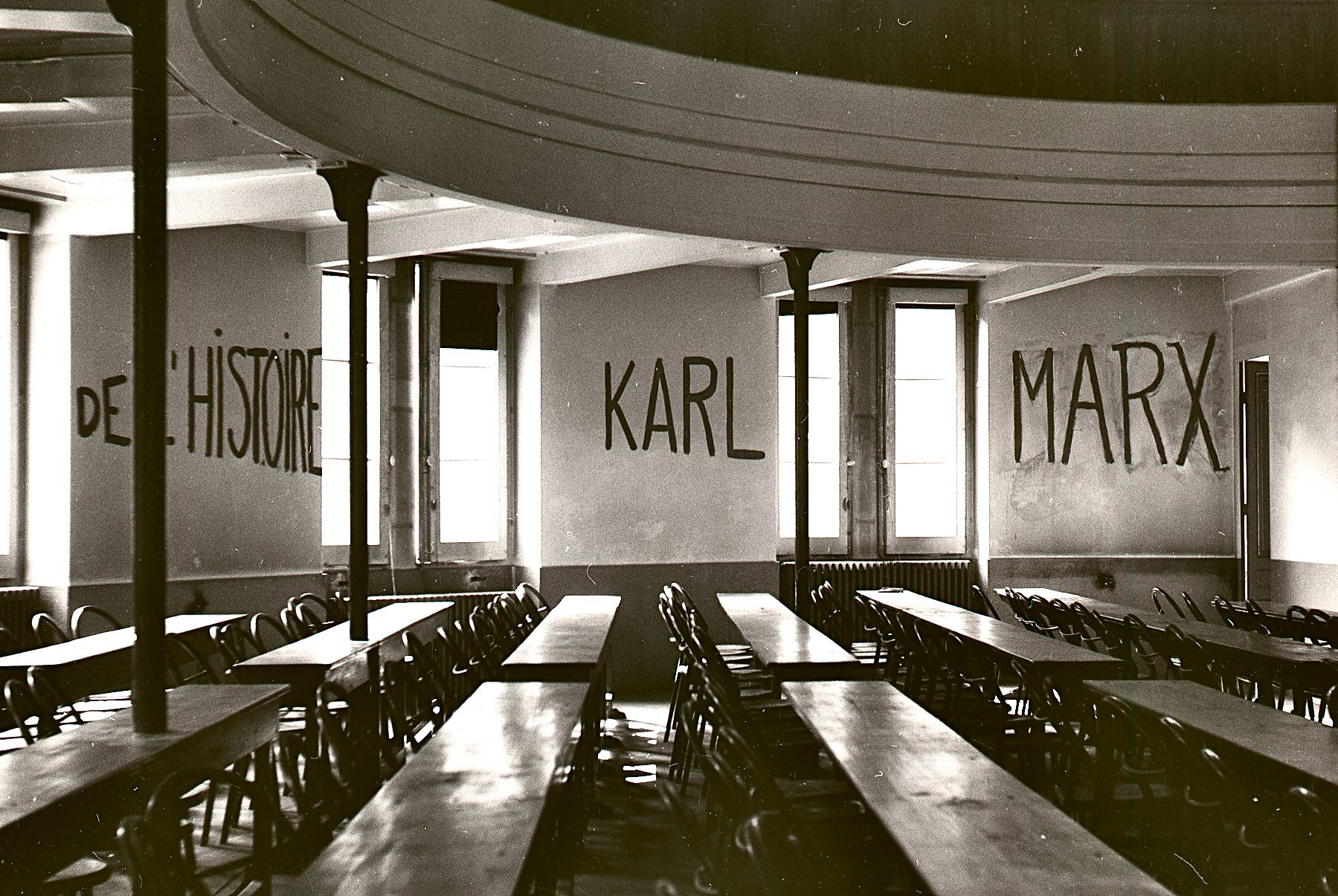
Graffii dans une classe de l'université de Lyon le 30 mai 1968

Les événements de mai-juin 1968, ou plus brièvement Mai 68, désignent une période durant laquelle se déroulent, en France dont à Lyon, des manifestations étudiantes, ainsi que des grèves générales et sauvages.
L'historiographie de Mai 68 a montré depuis les années 1990 que la révolte étudiante de Mai 68 avait concerné l'ensemble du territoire français, dès le mois de février, en particulier dans les résidences universitaires de nombreuses villes de province, pour constituer le plus important mouvement social de l'histoire de France du XXe siècle.

## Prémices
La situation sociale à Lyon en 1967 est tendue avec de nombreuses grèves comme en mars chez Berliet et en février, mars et décembre chez Rhodiaceta.
La situation se prépare dans les lycées dès l'automne 67 avec des réunions à la FFACE, local où des groupes se réunissent et participent à la publication d'un journal L'Hydre de Lerne et se tend dans les universités avec en novembre 1967, l'arrestation de plusieurs dizaines d'étudiants à la suite d'une manifestation interdite organisée dans le centre-ville par des syndicats et des organisations politiques (CFDT, Parti socialiste unifié (France), AGEL) pour protester contre l'intervention américaine au Vietnam.
Le 8 février 1968, une manifestation a lieu devant le rectorat alors que le secrétaire d'État à l'Emploi, Jacques Chirac, est en visite à Lyon pour annoncer des aides aux industries de pointe et la création d'Agence nationale pour l'emploi (ANPE) dans le Rhône et les départements voisins. Un mois plus tard, le 14 mars, une première manifestation de 500 personnes organisée par l'UNEF et l'AGEL, sera suivie de plusieurs autres contre la « ségrégation sexuelle » et la distinction entre étudiants « majeurs » et « mineurs » dans les résidences universitaires (la majorité civile en France est alors de 21 ans).

## Événements

### Les grèves
Le 6 mai, les techniciens des PTT se mettent également en grève. Deux jours plus tard, le 8 mai, débute une journée de grève générale aux PTT (préposés, tri et bureaux de poste). Ce même jour, le SNE-Sup appelle les enseignants à la grève. 
Les deux usines Berliet, qui emploient 11000 salariés, rue Feuillat, dans le quartier Monplaisir et à Vénissieux, constituent le principal bastion industriel lyonnais et servent de locomotive au mouvement ouvrier lyonnais, parmi les premiers occupée=s, avec Rhodiacéta Richard-Continental, Brandt, Paris-Rhône et Rhône-Poulenc, du 17 mai au 19 juin,.
Dès mars 1967, des conflits sociaux importants ont lieu dans deux usines Berliet, avec débrayages et des manifestations des techniciens, dessinateurs et agents de maitrises. Les salariés exigent, sans succès, des hausses de salaires conformes à leur qualification et sont près de 500 ouvriers, techniciens et employés à occuper l'usine le 17 mars 1967, lors de la grève générale de protestation du Mouvement de 1967 contre les ordonnances sur la sécurité sociale mais se heurtent aux CRS quand la direction décide le lock-out de l’usine. 
La grève dite du « bonus » mobilise ensuite 3000 ouvriers payés à la tâche dès le mois de janvier 1968, prend de l'ampleur en mars 1968 et se maintient jusqu'en mai 1968, pour obtenir satisfaction le 16 mai, surlendemain de l'occupation de l'usine Sud Aviation, à Bouguenais, en Loire-Atlantique. Les 17 mai, les ouvriers de Vénissieux occupent l’usine Berliet, sans attendre l'appel des syndicats, pour la première fois depuis le Front populaire de 1936, selon Vincent Porhel, maître de conférences en histoire contemporaine à l'Université Lyon 1. Les jeunes ouvriers se retrouvent au milieu des anciens qui avaient connu Berliet lors de la "gestion ouvrière" de 1944 à 1947. Le secrétaire du comité d'entreprise, Gaston Nadalini, coordonne la défense de l'entreprise.
De nombreuses entreprises de la région sont en grève illimitée, rejointes par les TCL, les Transports en commun lyonnais le 19 mai,suivie deux jours plus tard, le 21, par les cars Citroën et partiellement par les cars Philibert. Au 20 mai, la plupart des entreprises sont occupées par les ouvriers dont Berliet, Brandt, Campingaz, Durschmitd, Pelle, Paris-Rhône, Rhodiaceta, Richard-Continental, Seguin, SNAV, la SNCF, Teppaz ou Uginor sont occupées par les ouvriers. Les services municipaux comme les égouts, le service des eaux, le bureau d'hygiène ou la buanderie sont également en grève. Le 21 mai, c'est raffinerie de Feyzin qui cesse ses activités, le port fluvial Édouard-Herriot est bloqué et la Sécurité sociale et les PTT se mettent en grève. 
Le 21 mai, L'Entreprise de presse n° 1 (EP1) et les ouvriers du Livre sont en grève, cela va empêcher la publication jusqu’au 7 juin de nombreux quotidiens locaux, notamment Le Progrès de Lyon,  Dernière heure lyonnaise, L'Écho-La Liberté et Le Dauphiné libéré. Seule paraissent La Voix du Lyonnais, supplément régional de L'Humanité, sous le titre provisoire de La Voix du Rhône et  à partir du 24 mai, un nouveau quotidien, Le Journal du Rhône. Du côté de la radio-télévision, l'ORTF ne diffuse que trois journaux à la radio et un journal télévisé régional par jour, tous les autres programmes étant arrêtés. Le journal télévisé régional est arrêté le 29 mai.
Des états généraux de la culture se tiennent au Théâtre de la Cité de Villeurbanne du 21 mai au 11 juin.
Le 21, la raffinerie de Feyzin cesse ses activités. Le port Édouard-Herriot est bloqué. La Sécurité sociale et les PTT sont en grève.
Le lendemain, Les hospices civils de Lyon et le Centre de chèques postaux sont à leur tour en grève et les Galeries Lafayette, le Grand Bazar de Lyon, le Carrefour de Vénissieux, les Nouvelles Galeries de Bron et Prisunic ferment.
Le 24 mai, les personnels de l'opéra de Lyon et du théâtre des Célestins se mettent en grève illimitée avec occupation des bâtiments.

### Manifestations d'étudiants et occupation des facultés
Le 6 mai, une grève suivie à 80 % débute à la faculté des sciences, à l'Insa et à la faculté des lettres. Le lendemain, un défilé de 3 000 étudiants manifestent entre l'Insa et le centre-ville en soutien aux étudiants de Nanterre. 
Le 8 mai, une série de manifestations, auxquelles se joignent des lycéens débute dans la ville pendant la trois jours. Le 9, le hall des locaux du journal Le Progrès est vandalisé et le 10 la faculté de lettres est occupée et le 19 la faculté de médecine.
Le 23, 400 étudiants manifestent dans le quartier de Vaise jusqu'aux portes de l’usine occupée de Rhodiaceta. Vers 23 heures, plus de 500 jeunes gens, dont de nombreux étudiants venus des facultés occupées, se dirigent vers la préfecture. La manifestation se termine dans le calme vers 2 heures du matin.

### Occupation de l'imprimerie des journaux régionaux à Chassieu
Dans l'imprimerie du groupe régional Progrès - Dauphiné, la fabrication et la distribution des journaux qui devaient paraître lundi 13 mai sont contrariées par l'intervention dimanche soir à Chassieu d'étudiants qui exigeent la publication en première page d'un communiqué sur leur mouvement. La direction ayant pris des mesures pour sortir dans d'autres imprimeries, ils ont bloqué les messageries. Dans les rares numéros parus, les journaux précisent que Modèle:Ita, jusqu'à impression du texte.

### Le tournant: la mort du commissaire Lacroix

#### Manifestation du 24 mai

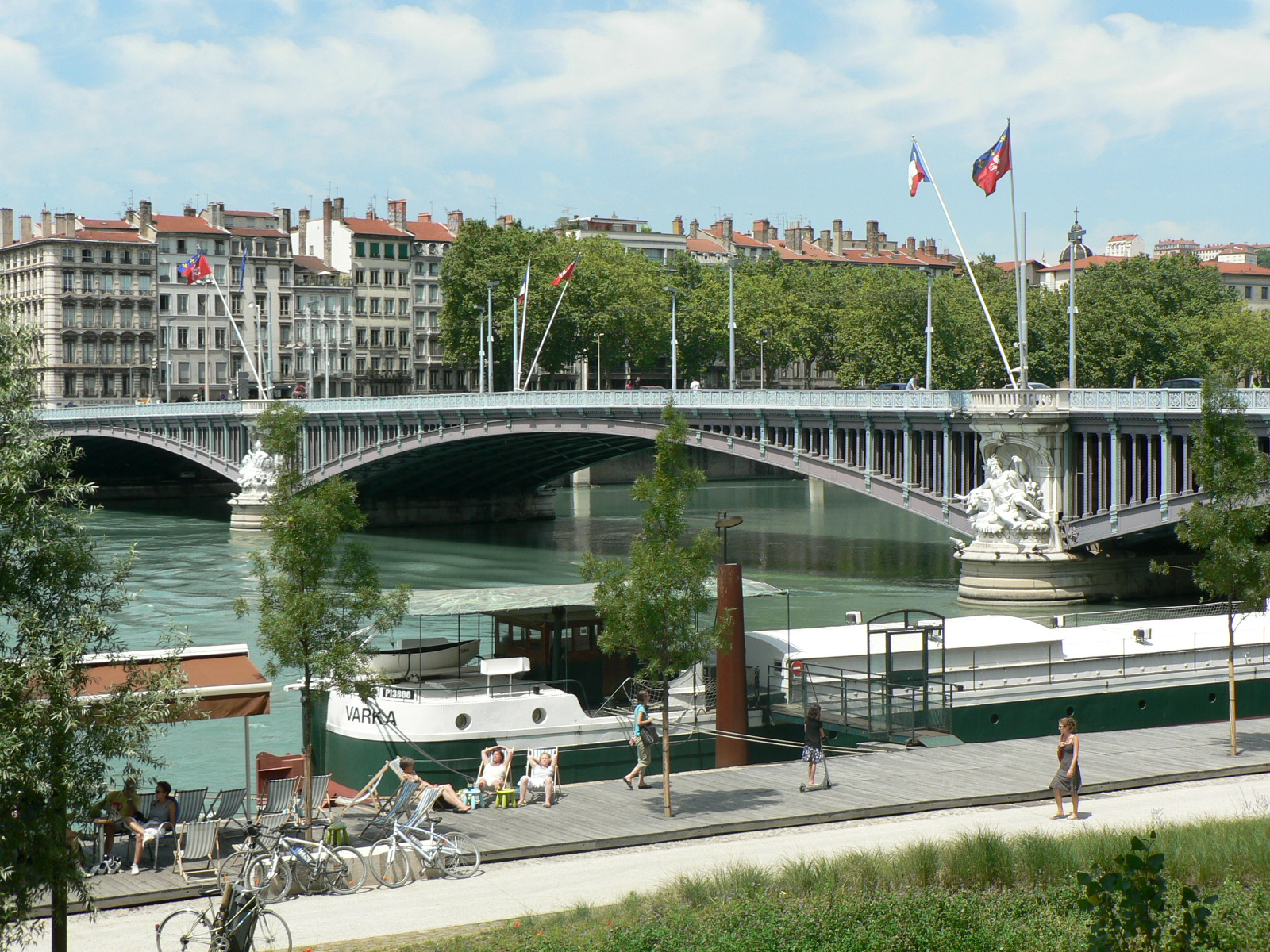
Le pont Lafayette en 2009.

Dans l'après-midi du 24 mai, une nouvelle manifestation est organisée par l'UNEF de Bellecour aux Terreaux. Elle se déroule d'abord sans incident mais en fin de parcours, le service d'ordre de la manifestation est débordée par quelques groupes de manifestants qui veulent marcher sur la préfecture pour affronter les forces de l'ordre. Les premiers affrontements avec les forces de l'ordre vers 19 h, d'abord sur la rive gauche, dans le quartier de la préfecture puis dans le quartier des Cordeliers.
Les affrontements se poursuivent dans la nuit. Les manifestants se trouvent scindés en deux, de chaque côté du pont Lafayette et ils érigent des barricades, les gardes mobiles tenant le pont. Des manifestants, majoritairement des étudiants, veulent forcer le passage. Certains vont voler un camion dans un chantier et l'amène à l'entrée du pont. Vers 23 h 30, ils coincent l'accélérateur avec un pavé et le lance sur les forces de l'ordre. Certains militants suivent le camion pour tenter de franchir le barrage, d'autres montent dans la benne pour jeter des projectiles sur la police.
À minuit trente, les radios annoncent la mort du commissaire René Lacroix, le préfet de police de l'époque dit alors qu'il aurait été mortellement blessé par un camion sur le pont Lafayette (le témoignage d'un médecin des urgences lors du procès deux ans plus tard, indiquera que le commissaire est en fait mort d'une crise cardiaque). Les affrontements se poursuivent une partie de la nuit, les Galeries Lafayette et le Grand Bazar sont pillés.

#### Conséquences de l'évènement
Une quarantaine de personnes sont hospitalisées et plus de deux cents arrêtées,.
Le 25 mai, un indicateur de la police récupère auprès d'infirmières syndiquées CFDT le bilan suivant : 51 admissions à l'hôpital Grange-Blanche, dont 23 manifestants, trois décès dont un commissaire et deux manifestants.
La mort du commissaire de police constitue un tournant dans les évènements de mai à Lyon. L'annonce de la mort crée un choc dans la population lyonnaise dont une partie va défiler toute la journée pour déposer des fleurs sur le lieu supposé de l'écrasement du policier sur le pont. Des rafles et des perquisitions de la police ont lieu le lendemain et les jours suivants accompagnés de déclarations alarmantes du préfet provoquant selon l'historienne Michelle Zancarini-Fournel « l'affolement de la population ». La mort du commissaire marque le basculement de l'opinion publique lyonnaise du côte de l'ordre gaulliste.
Le 31 mai, au lendemain de la dissolution de l'Assemblée nationale par le général de Gaulle et de la grande manifestation gaulliste sur les Champs-Élysées à Paris, une contre-manifestation est organisée à Lyon, à l'appel des comités gaullistes d'action civique du Rhône, de la place Bellecour à la place des Terreaux, réunissant entre 70 et 100 000 personnes. En soutien aux manifestants, le maire Louis Pradel apparaît au balcon de l'hôtel de ville.

## Reprise progressive du travail
Le 6 juin, les cheminots, les postiers et le personnel d'EDF reprennent le travail, suivis le lendemain par les traminots des TCL mais on dénombre encore dans la région lyonnaise 40 000 ouvriers de la métallurgie en grève dans la région et 10 000 ouvriers dans l'industrie chimique.
Puis le 11 juin, le personnel de Rhodiaceta reprend le travail, le 19 celui de Berliet, le 25 ceux de Paris-Rhône et de la Société industrielle générale de mécanique appliquée (SIGMA) de Vénissieux et Villeurbanne, le 26 celui de la SNAV.
Le 15 juin, Le Monde observe que la grève se poursuivait encore "dans la plupart des établissements métallurgiques importants du Rhône, parmi lesquels les usines Berliet de Vénissieux, de Montplaisir, Delle, les Câbles de Lyon, la C.E.M., Sigma, S.N.A.V., S.W. Durrschmidt, Seguin, Five-Lille, Gendron, etc."
Le 1er juillet, la Compagnie industrielle des tubes électroniques (CIFTE), 625 salariés, après 42 jours de grève, est l'une des dernières usines du département à reprendre le travail.

## Élections législatives anticipées
À la suite de la dissolution de l'Assemblée nationale, des élections législatives anticipées se tiennent les 23 et 30 juin et voient une large victoire gaulliste au niveau national alors qu'un an plus tôt, la victoire avait été plus étriquée. 
Dans le Rhône, sur les 10 circonscriptions du département, les gaullistes remportent 5 sièges (René Caille, Henri Guillemin, Édouard Charret, Louis Joxe et Philippe Danilo), leurs alliés Républicains indépendants deux sièges (Pierre Morison et Gérard Ducray) et deux divers droite (Pierre-Bernard Cousté et Joseph Rivière). La gauche, avec le Parti communiste ne remporte qu'un seul siège (Marcel Houël).
Par rapport aux législatives de 1967, la gauche perd deux sièges dans le département, dans la 9e et 10e circonscriptions avec les victoires de Joseph Rivière — qui bat le socialiste Georges Vinson qui lui avait pris la circonscription un an plus tôt — et Gérard Ducray qui encore étudiant en droit, bat le socialiste Joseph Rosselli qui lui aussi n'était devenu député qu'un an plus tôt.

## Répercussions et prolongements
En 1972, les ouvriers de la Peñarroya se mettent en grève contre les conditions de travail imposées aux travailleurs immigrés. 
Les luttes féministes prennent de l'ampleur quelques années plus tard avec la création de plusieurs mouvement dans les années 70, comme le Cercle Flora Tristan.
À la suite de la loi Edgar Faure en 1968, l'université de Lyon est scindée en deux. Puis les universités Lyon II et Lyon III établissent une nouvelle scission d'ordre politique le 6 juillet 1973.
En septembre 1970 se tient le procès de Michel Raton et Marcel Munch, deux « trimards » (jeunes marginaux de l'époque) et qui avaient été arrêtés à la suite de la mort du commissaire Lacroix, accusés d'avoir lancé le camion contre le barrage de police. Ils seront finalement relaxés, le médecin interne de l'hôpital Édouard-Herriot qui avait pris en charge le policier blessé ayant témoigné que celui-ci était mort d'une crise cardiaque et n'avait pas été écrasé par le camion, les blessures au thorax constatées par les médecins légistes ayant été faites lors de la tentative de réanimation.

## Postérité
- Une exposition nommée 1968-2018 : Répliques ! a été organisée à la Bibliothèque municipale de Lyon sur les luttes durant les événements et après[18].
- Le festival Mémoires minoritaires fait sa deuxième édition sur l’histoire des mouvements féministes et homosexuels[19].

## Sources et bibliographie
- « Mai-Juin 68 à Lyon », L'influx,‎ 3 mai 2018 (lire en ligne)
- Laurent Burlet, « Mai 68 à Lyon : le drapeau rouge a flotté sur la fac de Lettres occupée », Rue89Lyon,‎ 7 mai 2018 (lire en ligne)
- Olivier Marchesi, Lyon en Mai 68 : mémoire de fin d'études à l'IEP de Lyon, Lyon, IEP de Lyon, 1997-1998 (lire en ligne).
- Vincent Porhel et Jean-Luc de Ochandiano (dir.), Lyon 68 : deux décennies contestataires, Lyon, Lieux dits, novembre 2017, 223 p. (ISBN 978-2-36219-157-2).
- Jacques Wajnsztejn, Mai-68 à Lyon : retour sur un mouvement d'insubordination, La Bauche, À plus d'un titre, janvier 2018, 182 p. (ISBN 978-2-917486-56-6).
- Collectif de la grande Côte, Lyon en luttes dans les années 68 : lieux et trajectoires de la contestation, Lyon, Presses universitaires de Lyon, 2018, 381 p. (ISBN 978-2-7297-0931-0).